# فيلي كلاي
فيلي كلاي (بالإنجليزية: Willie Clay)‏ هو لاعب كرة قدم أمريكية أمريكي، ولد في 5 سبتمبر 1970 في بيتسبرغ في الولايات المتحدة.

## وصلات خارجية
- فيلي كلاي على موقع مرجع كرة القدم المحترفة.كوم (الإنجليزية)